# Manuscrits de Sanà
Els Manuscrits de Sanà es van trobar al 1972 al Iemen i alguns els consideren la versió més antiga fins ara coneguda de l'Alcorà, el llibre sagrat de l'islam, si bé difereix lleument de la versió estàndard de hui. Tot i que el text ha estat datat de les dues primeres dècades del segle VIII, les proves realitzades amb carboni 14 indiquen que alguns rotlles d'aquesta col·lecció són dels segles VII i VIII.

## Descobriment i examen
Al 1972, alguns treballadors que restauraven una paret en l'àtic de fusta de la Gran mesquita de Sanà (Al-Jāla mevaʿ al-Kabīr bi-Ṣanʿāʾ), al Iemen, hi trobaren per casualitat molts antics manuscrits i pergamins. Al principi no tenien idea de la troballa, fins al punt que aplegaren els documents i els ficaren en una vintena de grans sacs de creïlles i els deixaren en l'escala interior d'un dels minarets de la mesquita.
Qadi Ismail al-Akwa', aleshores president de les antiguitats del Iemen, s'adonà que podia ser un important descobriment i va demanar ajuda internacional per investigar i preservar-ne els fragments. Al 1979 intercedeix per atraure un investigador alemany, Gerd-Rüdiger Puin, que al seu torn va convéncer el govern alemany per organitzar i finançar-ne un projecte de restauració.
Les proves realitzades amb carboni-14 als pergamins els daten d'entre el 645 i el 690 del nostre calendari. La seua edat real pot canviar una mica, ja que el C-14 identifica l'any de la mort d'un organisme viu, però ignora quant de temps cal des de l'inici del procés de degradació i la preparació final del manuscrit realitzada per un copista.
Els Manuscrits de Sanà són pràcticament contemporanis dels inicis de l'islam i es consideren la versió alcorànica més antiga del món fins ara trobada. Tenen la particularitat de no seguir l'ordre de les azora -o capítols- imposat pel califa Uthman ibn Affan cap a l'any 650, segons el qual les azora es disposen per la longitud, de major a menor, sense seguir l'ordre cronològic en què (segons l'islam) li foren revelades a Mahoma. Els Manuscrits de Sanà són considerats dins de la història islàmica equivalents als Manuscrits de Nag Hammadi en la història del cristianisme o els Manuscrits de la mar Morta en el judaisme.